# (996) Hilaritas
(996) Hilaritas és un asteroide del cinturó principal de la família Temis.
Va ser descobert en 1923 per l'astrònom austríac Johann Palisa. Després de la mort de Palisa en 1925, aquest asteroide va ser nomenat amb el nom d'Hilaritas (del llatí, alegre o bon humor), qualitats associades amb el descobridor.
S'estima que té un diàmetre de 29,53 ± 1,3 km. La seva distància mínima d'intersecció de l'òrbita terrestre és d'1,66808 ua.
Les observacions fotomètriques d'aquest asteroide recollides durant el 2009 mostren un període de rotació de 10,5 hores, amb una variació de lluentor de 10,88 de magnitud absoluta.